# 20/20 (album des Dilated Peoples)
Pour les articles homonymes, voir 20/20.
Albums de Dilated Peoples
Neighborhood Watch
(2004) Directors of Photography
(2014)
Singles
1. Back Again
Sortie : 2005
2. You Can't Hide, You Can't Run
Sortie : 2006

20/20 est le quatrième album studio des Dilated Peoples, sorti le 21 février 2006.
L'album s'est classé 35e au Top R&B/Hip-Hop Albums et 97e au Billboard 200.

## Liste des titres
| No  | Titre                                                             | Contient un (des) sample(s) de                                                                                                  | Durée |
| --- | ----------------------------------------------------------------- | --- | ----- |
| 1.  | Green Trees (featuring Dr. Greenthumb)                            | | 0:43  |
| 2.  | Back Again                                                        | The Spirit of Music d'Ethos Bad Boy for Life de Puff Daddy featuring Black Rob et Mark Curry Microphone Fiend d'Eric B. & Rakim | 4:02  |
| 3.  | You Can't Hide, You Can't Run                                     | Send Me de Roslyn and Charles Hai! de DJ Honda featuring Keith Murray et 50 Grand                                               | 4:20  |
| 4.  | Alarm Clock Music                                                 | | 5:23  |
| 5.  | Olde English (featuring Defari)                                   | Stan Gotowości de Lombard | 4:15  |
| 6.  | Kindness For Weakness (featuring Talib Kweli)                     | Don't Take My Kindness for Weakness des Soul Children                                                                           | 4:09  |
| 7.  | Another Sound Mission                                             | You de Gladys Knight & the Pips The New Style des Beastie Boys                                                                  | 3:18  |
| 8.  | Rapid Transit (featuring Krondon)                                 | King of Rock de Run–D.M.C. | 6:22  |
| 9.  | The Eyes Have It                                                  | | 4:20  |
| 10. | Satellite Radio                                                   | Radioactive de Large Professor                                                                                                  | 4:18  |
| 11. | Firepower (The Tables Have to Turn) (featuring Capleton)          | | 5:11  |
| 12. | The One and Only (featuring Defari, Planet Asia et Phil da Agony) | | 4:46  |
| 13. | 20/20                                                             | Eye of the Needle de Ten Wheel Drive                                                                                            | 4:42  |

| 14. | Alarm Clock Music (Remix) | 3:57 |